# Antonio Rosino
Antonio Rosino (nacido el 3 de marzo de 1942 en Venecia) es un ajedrecista y Director deportivo italiano , en activo, no sólo como jugador sino también como asesor técnico del juego.
Se graduó en Matemáticas en la Universidad de Padua, trabajó como profesor de Matemáticas y Física desde 1966 hasta 2003 en el Liceo Benedetti de Venecia.

## Trayectoria como ajedrecista
Maestro Nacional de Ajedrez desde 1963 , fue ascendido a capitán de la FIDE (MF) en 1983. Fue Campeón de Italia desde 1959 hasta 1963, y campeón Senior de Italia en 2005, 2006, 2007, 2010 y 2011.
Representó a Italia en varios Campeonatos Internacionales individuales y por equipos:
-Campeonatos Individuales-
- Campeonato del Mundo Junior en La Haya (Países Bajos) en 1961
- Campeonatos Mundiales Senior en Lignano Sabbiadoro 2005, Arvier 2006, Gmunden 2007, Bad Zwischenahn 2008 y Condino 2009.
- Campeonatos Europeos Senior en Saint-Vincent 2003, Arvier 2004, Bad Homburg 2005 y Hohenheim 2007.

-Campeonatos por equipos con la Selección Nacional-
- Universiada de Ybbs en 1968
- Campeonato de la Comunidad Europea en Teesside en 1978
- Mitropa Cup en Rovinj en 1980
- Campeonato Europeo CSIT en Viena en 1992
- Campeonato Mundial Senior Port Douglas (Port Soderick) en 2004, en el que obtuvo 5 puntos de 8, obteniendo el bronce en el primer tablero
- Campeonato Europeo Senior en Dresde en 2008 , y Velden am Wörther See en 2009

## Periodista y Director deportivo
Fue uno de los fundadores de ARCI Ajedrez, y ha sido durante varios años Vicepresidente de ARCI Damas Ajedrez. Fue Jefe de la Delegación de la Selección Nacional y Capitán del equipo Olímpico masculino o femenino en seis Olimpíadas consecutivas: Manila en 1992, Moscú en 1994, Ereván en 1996, Elista en 1998, Estambul en 2000 y Bled en 2002.
Fue entrenador de jóvenes jugadores italianos para el Campeonato de Europa Juvenil en Żagań en 1995, en el Campeonato Mundial Juvenil en Oropesa del Mar en 1999, y Kallithea en 2003.
Dirigió durante tres años Contromossa, la revista de Ajedrez editada por ARCI Ajedrez, y ha colaborado o colabora en las publicaciones ARCI Dama Scacchi, En Passant, L'Italia Scacchistica, Scacco Y Torre&Cavallo. Fue el responsable durante diez años de la columna de Ajedrez de la publicaciónIl Gazzettino y siguió de cerca los diferentes Campeonatos del Mundo en  Il Gazzettino e Il Manifesto. En 2009 inició sus columnas sobre el Ajedrez en La Nuova Venezia.
Ha publicado varios libros sobre Ajedrez, en particular, con Adriano Chicco, Storia degli scacchi in Italia, editado por Masilio en Venecia en 1991.
Ayudó a organizar torneos internacionales en Venecia por invitación en 1967, 1969, 1971, 1974 y 1980, y desde 1994 , todas las ediciones del Autunno Scacchistico Veneziano.
Es "Formador de Formadores" de la Federación de Italia de Ajedrez e imparte cursos en Venecia, Pádova, Lignano Sabbiadoro, Údine, Trieste , Forlì , Alfonsine y Cáller.
Dirige el departamento del CONI sobre Ajedrez, a través del Club de Ajedrez de Venecia "Canal Esteban". Ha impartido cursos de Ajedrez en las escuelas de todos los niveles desde 1966, así como en la Universidad de la Tercera Edad de Venecia. Instructor de la escuela y entrenador de equipos de ajedrez que ganó en torneos internacionales en Venecia, Viena, Colonia y Znojmo, y en las finales nacionales de los Juegos Deportivos de Estudiantes de Ajedrez ha ganado siete medallas de oro y seis de plata.

## Partidas destacadas
Ha jugado diversas partidas con Maestros Internacionales y Grandes Maestros. Entre ellas destacan una contra Vladimir Tukmakov (Mejor ELO:2551) y otra contra Milan Matulović (Mejor ELO:2525), las cuales se detallan a continuación:
- Antonio Rosino – Vladimir Tukmakov (1968) - Defensa siciliana[1]

1. e4 c5 2. Cf3 Cc6 3. d4 cxd4 4. Cxd4 g6 5. c4 Cf6 6. Cc3 Cxd4 7. Dxd4 d6 8. f3 Ag7 9. Ae3 a6 10. Ae2 0-0 11. Dd2 Ad7 12. Ah6 Axh6 13. Dxh6 b5 14. 0-0-0 bxc4 15. g4 Kh8 16. h4 Da5 17. De3 Tfd8 18. g5 Ch5 19. f4 Dc5 20. Dd2 Tab8 21. Axh5 gxh5 22. f5 De5 23. Tdg1 Tg8 24. Tg2 a5 25. De2 a4 26. a3 Tb3 27. Df3 Ac6 28. Te2 Tgb8 29. Thh2 Dd4 30. Thf2 Td8 31. Td2 De5 32. Tfe2 Tdb8 33. Tc2 Dd4 34. Ted2 Dg1+ 35. Td1 Db6 36. De2 Dc5 37. Tdd2 Dg1+ 38. Td1 Dc5 39. Te1 Dd4 40. Td1Tablas
- Milan Matulović - Antonio Rosino (1969) - Apertura española[2]

1. e4 e5 2. Cf3 Cc6 3. Ab5 a6 4. Aa4 Cf6 5. 0-0 Cxe4 6. d4 b5 7. Ab3 d5 8. dxe5 Ae6 9. c3 Ac5 10.Cbd2 0-0 11. Ac2 Cxf2 12. Txf2 f6 13. exf6 Axf2+ 14. Rxf2 Dxf6 15. Rg1 Tae8 16. Df1 Af5 17. Ab3 Dd6 18. Df2 Ag4 19. Dg3 Ce5 20. Cxe5 Txe5 21. Cf1 Db6+ 22. Ce3 Tfe8 23. Axd5+ Txd5 24. Dxg4 Tde5Tablas